# Noga (mehkužci)
Noga mehkužcev ali podplat je organ katerega imajo vsi mehkužci. Pri glavonožcih se je noga spremenila v lovke in ustni lijak. Med plaščno gubo in nogo ležijo v plaščni votlini škrge, pri kopenskih polžih pa pljuča.
V nogi so živčevje, čutila in mišice. Površinski sloj kože izloča sluz, vsebuje pa tudi čutilne celice. Izločanje sluzi je za mehkužce pomembno, ker ščiti telo pred izhlapevanjem (pri kopenskih vrstah), za zmanjševanje trenja pri plazenju po podlagi ter za lovljenje hranilnih delcev v vodi. 